# Lorenzo Mazzucco
Lorenzo Mazzucco († 18. Dezember 1909) war ein uruguayischer Fußballspieler.

## Laufbahn
Mazzucco, der besonders für seine überragende Sprungkraft und sein gutes Kopfballspiel bekannt war, gehörte zu den bedeutendsten Spielern des zu jener Zeit noch unter dem Namen Central Uruguay Railway Cricket Club (CURCC) firmierenden Vorläufervereins des uruguayischen Club Atlético Peñarol. Laut Luciano Álvarez schloss er sich 1897 dem Klub an (andere Quellen führen ihn bereits 1896 als Teil der Mannschaft) und spielte dort fortan an der Seite weiterer die Vereinsgeschichte prägender Spieler wie Edmundo Acebedo, William Davies und Juan Peña. In jener Zeit gelang ihm mit seinen Mitspielern 1900, 1901, 1905 und 1907 der Gewinn der Copa Uruguaya. Er zeichnete sich auf dem Platz als Führungspersönlichkeit aus und war berühmt für seine die Mitspieler anfeuernden Rufe in Form eines wiederholten: Come on, fellows!